# Tectocepheus vicarius
Tectocepheus vicarius är en kvalsterart som beskrevs av Balogh 1958. Tectocepheus vicarius ingår i släktet Tectocepheus och familjen Tectocepheidae. Inga underarter finns listade i Catalogue of Life.